# Мота д'Афермо
Мо̀та д'Афѐрмо (на италиански: Motta d'Affermo; на сицилиански: a' Motta, а Мота) е село и община в Южна Италия, провинция Месина, автономен регион и остров Сицилия. Разположено е на 660 m надморска височина. Населението на общината е 828 души (към 2011 г.).